# Терезия Бенедикта Баварска
Терезия Бенедикта Мария Баварска (на немски: Theresia Benedicte Maria von Bayern; * 6 декември 1725, дворец Нимфенбург, Мюнхен; † 29 март 1743, Франкфурт на Майн) от фамилията Вителсбахи, е принцеса от Курфюрство Бавария.

## Живот
Дъщеря е на баварския курфюрст Карл Албрехт, по-късният император Карл VII (1697 – 1745), и съпругата му австрийската ерцхерцогиня Мария-Амалия (1701 – 1756), дъщеря на император Йозеф I. Майка ѝ Мария Амалия е първа братовчедка на Мария Терезия. Най-малката ѝ сестра Мария Йозефа (1739 – 1767) се омъжва през 1765 г. за император Йозеф II (1741 – 1790).
Терезия умира на 29 март 1743 г. във Франкфурт на Майн, само на 17 години, от шарка. Погребана е в манастир Хайделберг, през 1805 г. е преместена в църквата „Св. Михаил“ в Мюнхен.